# Ágnes Simon (tenisistka stołowa)
Ágnes Simon  z domu Almási (ur. 21 czerwca 1935 w Budapeszcie, zm. 19 sierpnia 2020) – węgierska tenisistka stołowa startująca później także w barwach Holandii i RFN, mistrzyni świata, trzykrotna mistrzyni Europy.
Trzykrotnie zdobywała medale podczas mistrzostw świata, a największy sukces odniosła w deblu w 1957 roku zostając w parze z Livią Mossoczy mistrzynią świata w grze podwójnej.
W mistrzostwach Europy dziewięciokrotnie zdobywała medale. Dwukrotnie była mistrzynią Starego Kontynentu drużynowo, jednak największy indywidualny sukces odniosła w 1962 w Berlinie zdobywając złoto w grze pojedynczej i drużynowo oraz srebro w deblu i mikście.
Wielokrotna mistrzyni Niemiec, m.in. trzykrotnie zdobywała tytuł w grze pojedynczej w 1967, 1969 i 1976).